# 새얼학교
새얼학교는 경기도 파주시 법원읍 금곡리에 있는 사립 특수학교이다. 지적장애 학생을 위한 특수교육기관으로 유치부, 초등부, 중학부, 고등부, 전공과를 두고 있다.

## 연혁
- 1984년 1월 4일 : 개교